# Irwin M. Jacobs
Irwin Mark Jacobs (18 de octubre de 1933) es un ingeniero eléctrico y empresario estadounidense. Es cofundador y expresidente de Qualcomm, y presidente del consejo de administración del Instituto Salk. En 2019, Jacobs tiene un patrimonio neto estimado de 1.200 millones de dólares.

## Primeros años y educación
Jacobs nació en el seno de una familia judía en New Bedford (Massachusetts). Se licenció en ingeniería eléctrica en la Universidad de Cornell en 1956, y obtuvo un máster y un doctorado en ingeniería eléctrica e informática en el Instituto Tecnológico de Massachusetts (MIT) en 1957 y 1959, respectivamente. Su asesor doctoral fue Edward Arthurs. Es miembro de la fraternidad Sigma Alpha Mu.

## Carrera profesional
Jacobs fue profesor asistente y asociado de ingeniería eléctrica en el MIT de 1959 a 1966 y profesor de ciencias e ingeniería informática en la Universidad de California en San Diego (UCSD) de 1966 a 1972. En 1965 fue coautor, junto con John Wozencraft, de un libro de texto titulado Principles of Communication Engineering (Principios de la ingeniería de la comunicación), que sigue utilizándose en la actualidad. La Escuela de Ingeniería Jacobs de la UCSD lleva su nombre y el de su esposa.
En 1968, Jacobs cofundó Linkabit Corporation con Andrew Viterbi para desarrollar dispositivos de codificación por satélite. Esa empresa se fusionó con M/A-COM, Inc. en 1980, convirtiéndose en M/A-COM Linkabit.
En 1985, Jacobs pasó a cofundar Qualcomm Inc. junto con Viterbi, Harvey White, Adelia Coffman, Andrew Cohen, Klein Gilhousen y Franklin Antonio. Qualcomm desarrolló el sistema OmniTRACS, considerado uno de los "sistemas de seguimiento y comunicaciones móviles bidireccionales por satélite más avanzados del mundo". Fue el pionero de estos sistemas, que utilizan el ancho de banda de las comunicaciones de forma más eficiente que la antigua tecnología TDMA de tiempo fijo. Su Acceso Múltiple por División de Código (CDMA) fue adoptado como uno de los dos estándares digitales (el otro es el Sistema global para las comunicaciones móviles [GSM]) utilizados en la próxima generación de teléfonos celulares en Norteamérica en su momento. Jacobs anunció en marzo de 2009 que había dejado de ser presidente de Qualcomm y que Paul E. Jacobs, su hijo, le sucedería.

## Afiliaciones
Jacobs fue elegido miembro de la Academia Nacional de Ingeniería en 1982 por sus contribuciones a la teoría y la práctica de la comunicación y su liderazgo en el desarrollo de productos de alta tecnología. También es miembro del IEEE. Es miembro del Diálogo Interamericano. Es presidente del Instituto Salk de Estudios Biológicos y forma parte del consejo asesor internacional del Instituto de Tecnología de Israel. Forma parte del consejo asesor de la Escuela de Economía y Gestión de la Universidad de Tsinghua, en Pekín. Forma parte de la junta directiva del Pacific Council on International Policy de Los Ángeles.

## Premios y honores
- En 1980, Jacobs recibió, junto con Andrew J. Viterbi, el premio bianual del Instituto Americano de Aeronáutica y Astronáutica (AIAA). En 1992, Jacobs recibió el Premio al Empresario del Año en Alta Tecnología, otorgado por el Instituto de Empresarios Americanos, y en mayo de 1993 recibió el premio "Inventing America's Future" de la Asociación Americana de Electrónica (AEA).[5]
- En 1994, por su desarrollo de CDMA, Jacobs recibió la Medalla Nacional de Tecnología e Innovación.
- En 1994, también recibió el premio "Empresario del año" de la Universidad de Cornell.
- En 1995, Jacobs recibió la Medalla Alexander Graham Bell del IEEE, por sus destacadas contribuciones a las telecomunicaciones, incluyendo el liderazgo, la teoría, la práctica y el desarrollo de productos.[5]
- En 2001, Jacobs recibió el Premio Bower al Liderazgo Empresarial en 2001.[5][7]
- En 2004, Jacobs y su esposa Joan Jacobs contribuyen a las artes y la educación públicas en San Diego. Por ello, Jacobs recibió el Premio Woodrow Wilson a la Ciudadanía Corporativa en 2004.
- En 2005, Jacobs pronunció el discurso de graduación de 2005 en el MIT,[8] y el de 2008 en la Escuela de Ingeniería Jacobs.[9]
- En 2007, Jacobs y Viterbi recibieron el premio IEEE/RSE Wolfson James Clerk Maxwell 2007, por "las contribuciones fundamentales, la innovación y el liderazgo que permitieron el crecimiento de las telecomunicaciones inalámbricas".[10]
- En 2009, fue nombrado miembro de la AAAS (Asociación Americana para el Avance de la Ciencia).[11]
- En 2011, recibió el Premio Marconi[12] junto con Jack Wolf.
- En 2011, fue nombrado Premio Marconi y Marconi Fellow.[13]
- En 2011, Jacobs ingresó en el Salón Internacional de la Fama del Aire y el Espacio en el Museo del Aire y el Espacio de San Diego.[14]
- En 2012, Jacobs fue nombrado Ejecutivo del Año por el Consejo Decano de los 100 de la Escuela de Negocios W. P. Carey.[15]
- En 2013, Jacobs ingresó en el Salón de la Fama de los Inventores Nacionales.
- En 2013, recibió la Medalla de Honor del Instituto de Ingenieros Eléctricos y Electrónicos (IEEE), que es el mayor honor que un ingeniero puede recibir de sus compañeros. El IEEE dijo que recibía el premio no solo por sus innovaciones, sino por "la capacidad de traducir la innovación en aplicaciones industriales, una y otra vez".[16]
- En noviembre de 2013, se le concedió el título de "Profesor de Cátedra de Honor Distinguido" de la Universidad Nacional Tsing Hua de Taiwán.[17][18]
- En 2013, fue elegido miembro de la American Philosophical Society.[19]
- En agosto y octubre de 2014, Jacobs recibió sendos doctorados honoríficos de la Universidad Nacional Tsing Hua de Taiwán y de la Universidad Politécnica de Hong Kong.[20][21]
- En 2014, Jacobs fue elegido miembro del Museo de Historia de la Computación, por "su trabajo pionero en telefonía móvil digital, datos y comunicaciones, y tecnología".[22]
- En 2015, Jacobs recibió la Medalla Carnegie de Filantropía.[23]
- En 2017, Jacobs y Viterbi recibieron el IEEE Milestone Award por su desarrollo de CDMA y del espectro ensanchado que impulsa la industria móvil.[24]
- En febrero de 2018, fue nombrado asesor honorario del presidente de la Universidad Nacional Tsing Hua de Taiwán.
- En marzo de 2018, fue nombrado ganador del premio IMEC Lifetime of Innovation.[25]
- En julio de 2019, fue nombrado doctor honoris causa por la Universidad de York (Reino Unido).[26]
- En octubre de 2019, recibió la medalla IET Mountbatten en Londres.[27]

## Filantropía
Como cofundador y presidente de Qualcomm, Jacobs ha contribuido con cientos de millones de dólares al campo de la educación mediante generosas donaciones y subvenciones a varias escuelas y organizaciones. Sus donaciones se han destinado sobre todo a becas para estudiantes meritorios en los campos de la ingeniería y la informática, así como las artes, y se centran en la zona de San Diego. El San Diego Union-Tribune le llamó en 2011 "Filántropo en Jefe".
En septiembre de 2009, Jacobs había donado un total de 31 millones de dólares a su escuela de postgrado, el Instituto Tecnológico de Massachusetts. Había donado 15 millones de dólares y otros 110 millones a la Universidad de California en San Diego, donde fue profesor de informática e ingeniería durante varios años. Además, ha donado un total de 62 millones de dólares a la American Society for Technion, a su alma mater la Universidad de Cornell y a la emisora de radio y televisión KPBS. Su donación a la KPBS fue de un millón de dólares, y la donación de varios años está destinada a reforzar el periodismo local de la emisora y la colaboración de las noticias con la NPR. Los Jacobs han donado fondos para construir estudios para KPBS y han apoyado a la emisora durante décadas. En 2010, financió un estudio de ingeniería sobre cómo llevar a cabo una propuesta planeada desde hace tiempo para eliminar los automóviles de la Plaza de Panamá en el Parque Balboa de San Diego y aceptó presidir un comité para estudiar la propuesta y desarrollar la financiación privada de la misma.
Irwin y Joan Jacobs donaron 5 millones de dólares en 2002 a la sede del Museo de Arte Contemporáneo de San Diego para la renovación del edificio de equipajes de la antigua estación de tren, que recibió su nombre en su honor.
Jacobs ha prometido 120 millones de dólares para la Sinfónica de San Diego, una cantidad similar para la Escuela Jacobs de Ingeniería de la Universidad de California en San Diego, 100 millones de dólares para el futuro hospital de especialidades de la UCSD y 20 millones de dólares para sustituir la biblioteca central del centro de San Diego. También en 2005, el Centro Joan e Irwin Jacobs para La Jolla Playhouse recibió el nombre de Jacobs y su esposa en honor a sus contribuciones filantrópicas para el desarrollo de la institución. En abril de 2013, los Jacobs donaron 133 millones de dólares para el desarrollo conjunto del campus de Cornell Tech en Roosevelt Island, en Nueva York.
El Instituto Joan e Irwin Jacobs TIX de la Universidad Nacional Tsing Hua de Taiwán fue patrocinado por Jacobs con la misión de fomentar la innovación y el espíritu empresarial.
La Fundación de la Unión Americana de Libertades Civiles anunció en enero de 2022 que iba a cambiar el nombre de su lista de casos pendientes en el Tribunal Supremo de los Estados Unidos por el de "Expediente del Tribunal Supremo de Joan e Irwin Jacobs", en honor a la donación de 20 millones de dólares de la pareja, la mayor donación de una sola vez en la historia de la organización.

### La promesa de donación
En agosto de 2010, Irwin y Joan Jacobs se unieron al Giving Pledge, comprometiéndose a donar la mayor parte de su fortuna a la filantropía

## Vida personal
En 1954, Jacobs se casó con una neoyorquina, dietista y compañera de Cornell (1952), Joan Klein. Residen en La Jolla, California, y tienen cuatro hijos. Su hijo Paul E. Jacobs sucedió a Irwin como consejero delegado de Qualcomm hasta su dimisión en marzo de 2014. Jeff Jacobs era el director de marketing de Qualcomm. Hal Jacobs, el segundo mayor, jugó en el equipo de voleibol de los Juegos Macabeos de 1985 y es coproductor del musical Jersey Boys. Su hijo mayor, Gary E. Jacobs, es el director del consejo de la escuela concertada Gary and Jerri-Ann Jacobs High Tech High School. Su nieta, Sara Jacobs, política demócrata, es la representante del distrito 53 del Congreso de California.